# 17052 Senthilvel
A 17052 Senthilvel (ideiglenes jelöléssel (17052) 1999 FS51) a Naprendszer kisbolygóövében található aszteroida. A LINEAR projekt keretében fedezték fel 1999. március 20-án.